# Верякуши (Мордовия)
Верякуши — село, центр сельской администрации в Старошайговском районе. Население 84 человек (2001), в основном русские.
Расположено на берегу речки Сенгилейки, в 36 км от районного центра и 86 км от железнодорожной станции Саранск. Название состоит из 2 топонимических компонентов: вяре «верх», «наверху», кужа «поляна». В письменных источниках упоминается с 1547 г. как мокшанское село. В «Списке населённых мест Нижегородской губернии» (1863) Верякуши — деревня владельческая из 63 дворов (393 чел.) Лукояновского уезда; в 1931 г. в селе было 180 дворов (937 чел.). В современной инфраструктуре села — начальная школа, магазин, медпункт. В Верякушах — отделение СХПК «Новоалександровское». Верякушинская сельская администрация включает д. Гавриловку (133 чел.; родина советско-партийного работника Т. Г. Пятановой, учёного Н. И. Мешкова) и Трегубовку (42), пос. Горелый (7 чел.).

## Источник
- Энциклопедия Мордовия, Т. Н. Кадерова.